# Heartbeat (Scouting for Girls)
Heartbeat è un brano musicale del gruppo britannico Scouting for Girls prodotto da Andy Green per l'album di debutto del gruppo, intitolato Scouting for Girls. Il brano, che è stato pubblicato come terzo singolo estratto dall'album il 7 aprile 2008 è riuscito ad arrivare sino alla decima posizione della classifica dei singoli più venduti nel Regno Unito.

## Tracce
CD Singolo
1. Heartbeat
2. Glastonbury
3. Heartbeat (acoustic)

## Classifiche
| Classifica (2008) | Posizione più alta |
| ----------------- | ------------------ |
| Regno Unito       | 10                 |